# فرانچسکو گازو
فرانچسکو گازو (انگلیسی: Francesco Gazo؛ زادهٔ ۲۹ فوریهٔ ۱۹۹۲) بازیکن فوتبال اهل ایتالیا است.
از باشگاه‌هایی که در آن بازی کرده‌است می‌توان به باشگاه فوتبال پرو ورچلی و باشگاه فوتبال وارزه اشاره کرد.